# نبردناو ایلینوی (بدل)
نبردناو ایلینوی (بدل) (به انگلیسی: Battleship Illinois (replica)) یک کشتی است که طول آن ۳۴۸ فوت ۱۱ اینچ (۱۰۶٫۳۵ متر) می‌باشد.